# Кощівська сільська рада
Кощівська сільська рада — колишня адміністративно-територіальна одиниця та орган місцевого самоврядування в Троянівському районі Волинської округи, Київської й Житомирської областей Української РСР з адміністративним центром у селі Коща.

## Населені пункти
Сільській раді на час ліквідації були підпорядковані населені пункти:
- с. Коща

## Населення
Кількість населення ради, станом на 1923 рік, становила 953 особи, кількість дворів — 211.

## Історія та адміністративний устрій
Створена 1923 року в складі сіл Коща та Кривуха Троянівської волості Житомирського повіту Волинської губернії. 7 березня 1923 року увійшла до складу новоствореного Троянівського району Житомирської (згодом — Волинська) округи. 27 жовтня 1926 року затверджена як польська національна сільська рада. На 1 жовтня 1941 року с. Кривуха не перебуває на обліку населених пунктів.
Станом на 1 вересня 1946 року не перебуває на обліку сільських рад.